# Spiro Jorgo Koleka
Spiro Jorgo Koleka (ur. 1880 w Vuno, zm. 25 listopada 1940 w Uja i Ftohtë) – minister robót publicznych Albanii w latach 1921–1923.

## Życiorys
W lutym 1914 był członkiem albańskiej delegacji w Neuwied, która nadała albańską koronę księciu Wilhelmowi zu Wiedowi.
W 1920 roku wziął udział w Kongresie w Lushnji oraz uczestniczył w bitwie o Wlorę. Od 24 grudnia 1921 do 30 maja 1923 pełnił funkcję ministra robót publicznych Albanii; jednocześnie w latach 1921–1923 również był deputowanym do albańskiego parlamentu.
Swoje ostatnie lata życia spędził w położonej pod Wlorą miejscowości Ujë i Ftohtë.